# SK스포츠
SK스포츠(SK Sports)는 SK그룹에서 운영하는 스포츠단이다. 현재 제주 유나이티드, 서울 SK 나이츠, SK 슈가글라이더즈, SK 호크스, T1을 운영중이고 그 외에 골프 선수 최경주, 최나연, 홍순상, 김비오와 수영 선수 이다린을 후원하고 있다.

## 스포츠단

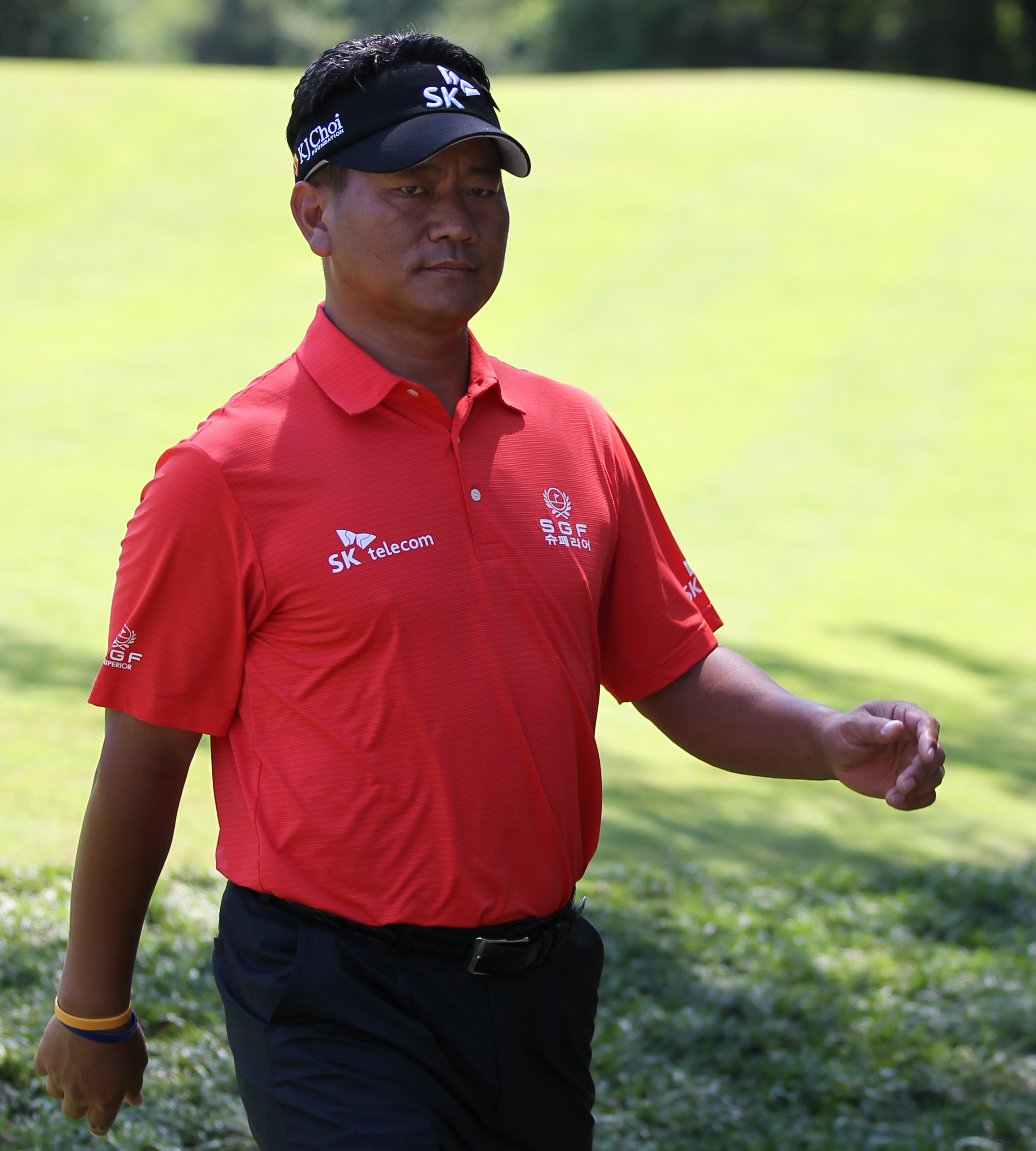
SK 로고가 새겨진 모자를 쓰고 있는 최경주.

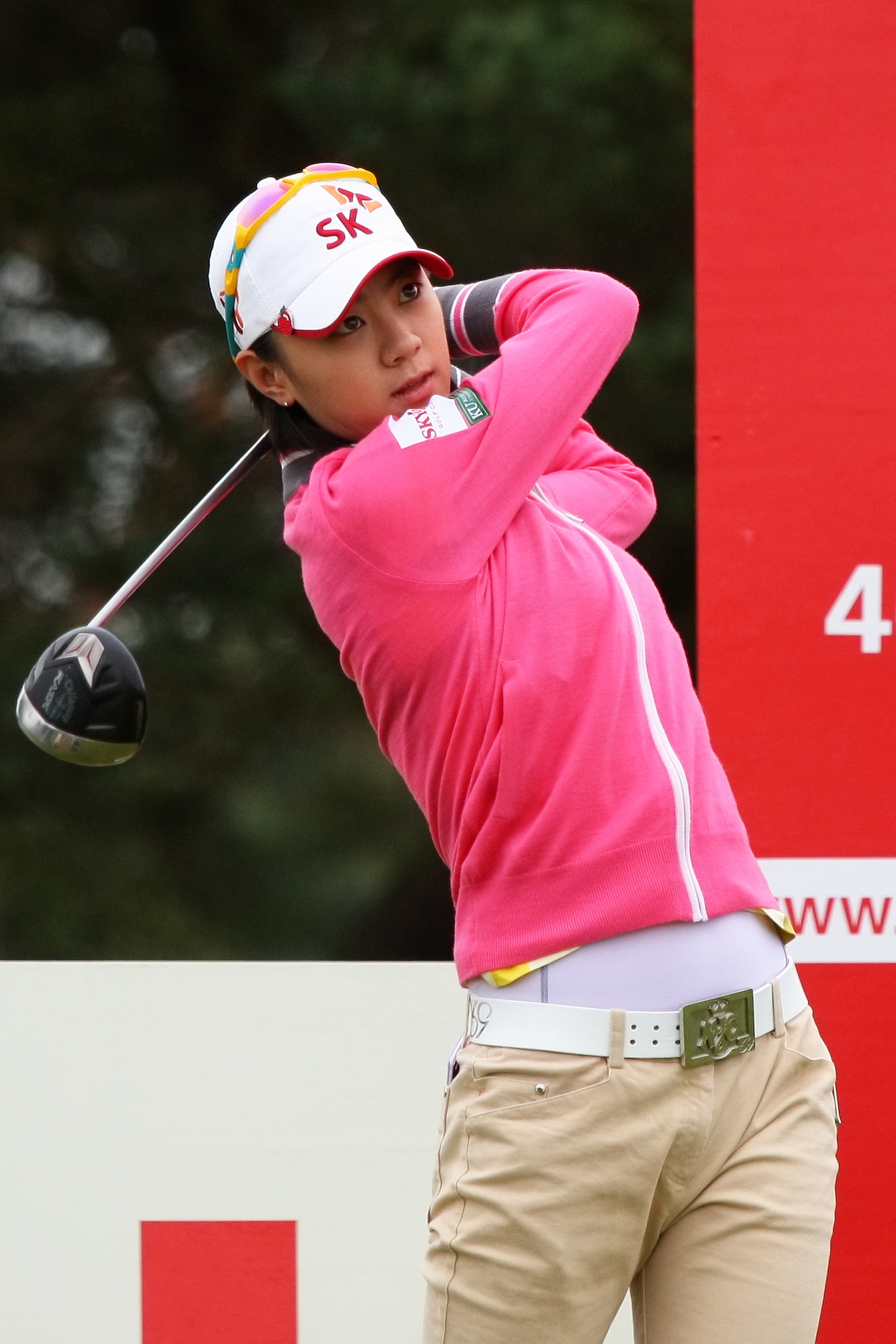
SK 로고가 새겨진 모자를 쓰고 있는 최나연.

| 종목    | 리그명           | 팀명              | 창단년도 | 연고지         | 감독     | 우승       |
| ------- | ---------------- | ----------------- | -------- | -------------- | -------- | ---------- |
| 축구    | K리그1           | 제주 유나이티드   | 1982년   | 제주특별자치도 | 남기일   | K리그1 1회 |
| 농구    | KBL              | 서울 SK 나이츠    | 1997년   | 서울특별시     | 문경은   | KBL 2회    |
| 핸드볼  | 핸드볼코리아리그 | SK호크스          | 2016년   | 청주시         | 황보성일 | 없음       |
| 핸드볼  | 핸드볼코리아리그 | SK 슈가글라이더즈 | 2012년   | 용인시         | 박성립   | 1회        |
| e스포츠 |                  | T1                | 2004년   | -              |          |            |

### 과거 운영하였던 스포츠단
- SK케미칼 여자배구단 (과거 선경합섬, 선경인더스트리) : 1969년부터 1998년까지 운영하였으며 1982년 선경그룹에서 대한석유공사(유공)를 인수하면서 유공이 운영하던 대한석유공사 배구단을 흡수했다. 이후 IMF 사태의 영향으로 1998년 슈퍼리그 준우승을 마지막으로 SK증권 여자농구단에 이어 배구단도 해체되었다.

- SK증권 여자농구단 (과거 선경, SKC, 선경증권) : 1975년부터 1998년까지 운영하였으며 창단 당시에는 SKC에서 운영하던 것을 1995년 선경증권에서 인수하였다. 종별선수권대회, 전국체육대회, 농구대잔치 등의 우승으로 여자농구계의 명문팀으로 군림하고 있었으나 모기업의 경영난을 이유로 1997-98 농구대잔치에서의 우승을 마지막으로 1998년 2월 해체하였다. 이로 인해 이미 한차례 연기되어 1998년 3월 출범하려던 여자 프로 농구가 또다시 연기되고 정선민, 유영주, 김지윤 등 핵심 선수들은 뿔뿔이 흩어졌다.

- 인천 SK 빅스 : 2001년 인천 신세기 빅스는 모기업인 신세기통신이 SK텔레콤에 합병되면서 구단명 또한 인천 SK 빅스로 변경된 뒤 SK텔레콤에서 운영하였다. 그러나 한국농구연맹의 "한 기업이 2개 이상의 농구단을 운영해서는 안 된다"는 조항과 2개의 프로농구단 운영에 부담을 느낀 SK그룹은 서울 SK 나이츠만 운영하기로 결정하였다. 이에 인천 SK 빅스는 전자제품 전문 유통 기업인 전자랜드에 매각되었다.

- SK 와이번스 : 2000년부터 2020년까지 운영하였으며 2021년 신세계그룹에 매각되었다. 이후 SSG 랜더스로 명칭을 변경하였다.

### 선수 후원
- 현재
  - 최경주
  - 최나연
  - 홍순상
  - 김비오
  - 이다린

- 과거
  - 박태환
  - 박인비
  - 홍진주
  - 김대섭
  - 최진호

## 시설
- 제주 유나이티드 클럽하우스
- SK올림픽핸드볼경기장

## 스폰서십
- 대한펜싱협회
- 대한핸드볼협회
- SK텔레콤 오픈 골프대회
- 핸드볼 코리아 리그